# 380 a. C.
El año 380 a. C. fue un año del calendario romano prejuliano. En el Imperio romano se conocía como el Año del Tribunado de Poplícola, Poplícola, Maluginense, Lanato, Petico, Mamertino, Fidenas, Craso y Mugilano (o menos frecuentemente, año 374 Ab urbe condita).

## Acontecimientos

### Egipto
- El faraón egipcio Acoris muere y es sucedido por su hijo Neferites II, pero es derrocado por Nectanebo I dentro del mismo año, poniendo fin a la Dinastía XXIX de Egipto. Nectanabo (o más exactamente Nekhtnebef) se convierte en el primer faraón de la Dinastía XXX de Egipto.

### Grecia
- Cleombroto I sucede a su hermano Agesipolis I como rey de Esparta.

### Imperio persa
- Persia fuerza a los atenienses a retirar a su general Chabrias de Egipto. Chabrias había estado apoyando con éxito a los faraones egipcios a la hora de mantener su independencia del Imperio persa.

## Nacimientos
- Darío III, último rey persa aqueménida (m. 330 a. C.)
- Éforo de Cime, historiador griego (m. 330 a. C.)
- Memnón de Rodas, mercenario griego (m. 333 a. C.)
- Piteas, marino griego de Massilia (m. 310 a. C.)

## Fallecimientos
- Gorgias, sofista griego (n. 485 a. C.)

## Arte y literatura
- Acaba en Grecia lo que algunos historiadores llaman el Rico estilo.